# Lijst van burgemeesters van Eemnes
Dit is een lijst van burgemeesters van de Nederlandse gemeente Eemnes in de provincie Utrecht.
Van 1850 tot 1895 had de gemeente Eemnes dezelfde burgemeester als de gemeente Baarn. In 1895 passeerde het inwonersaantal van de twee gemeentes de 5000, waarna de gemeentes een eigen burgemeester moesten krijgen. Eemnes had toen 1261 inwoners.
| Ambtsperiode                        | Naam burgemeester                           | Partij of Stroming | Bijzonderheden |
| ----------------------------------- | ------------------------------------------- | ------------------ | --- |
| onder andere in 1598                | Frans Goossenz                              |                    | |
| 1802 - 8 januari 1812               | Hendrik Arnoud Laan                         |                    | oudere broer van de latere burgemeester C.D. Laan |
| 27 december 1811 - 20 februari 1818 | Pieter Huisman                              |                    | Bij keizerlijk decreet benoemd tot maire; nam pas op 8 januari 1812 zitting |
| 20 februari 1818 - 6 augustus 1850  | Mr. Christiaan Dirk Laan (1787 - 1850)      |                    | burgemeester van Eemnes, overleed 6 augustus 1850 op zijn buitenplaats Steevlied |
| 14 augustus 1850 - 4 december 1850  | Pieter van Es                               |                    | waarnemend burgemeester van Eemnes na de plotselinge dood van C.D. Laan |
| 1850 - 6 juli 1858                  | Jan Pen                                     |                    | burgemeester van Eemnes, was al vanaf 1841 burgemeester van Baarn. Van 1850 - 1895 wordt het burgemeesterschap van Eemnes en Baarn gecombineerd. Werd bij KB 12 oktober 1850 benoemd maar nam pas op 4 december 1850 zitting |
| 11 oktober 1858 - 28 november 1867  | Mr. Jacob Cornelis Gijsbert Carel Laan      |                    | burgemeester van Eemnes en Baarn |
| 15 februari 1868 - 1 mei 1880       | J.H.M. Mollerus van Westkerke (1840 - 1909) | conservatief       | burgemeester van Eemnes en Baarn In 1880 wordt hij Commissaris des Konings in Gelderland. |
| 30 mei 1880 - 22 april 1885         | Jhr. mr. P.J. Teding van Berkhout           | AR                 | burgemeester van Eemnes en Baarn; voorheen burgemeester van Hasselt |
| 23 juni 1885 - juli 1895            | Jhr. mr. B.Ph. de Beaufort (1852-1898)      |                    | burgemeester van Eemnes en Baarn, hij blijft burgemeester van Baarn tot 1897. Hij wordt daarna burgemeester van Den Haag. |
| 1 juli 1895 - 24 maart 1907         | Jhr. C. Röell (1867-1907)                   |                    | burgemeester van Eemnes, kamerjonker van Koningin Wilhelmina |
| 28 mei 1907 - 31 december 1935      | Jhr. L. Rutgers van Rozenburg (1877 - 1966) |                    | burgemeester van Eemnes; zwager van zijn voorganger |
| 12 maart 1936 - mei 1948            | P.A.L. van Ogtrop (1904 - 1958)             |                    | burgemeester van Eemnes, waarna hij burgemeester van Blaricum (1948 - 1958) wordt, |
| 16 augustus 1948 - 16 mei 1954      | E.J.M. Kolfschoten (1917 - 1995)            | KVP                | burgemeester van Eemnes |
| 16 augustus 1954 - 1 juni 1964      | J.Ch.I. van Niekerk (1917-1993)             | KVP                | burgemeester van Eemnes, waarna hij burgemeester van Hillegom (1964 - 1978) werd. |
| 5 januari 1965 - 1 oktober 1977     | A.C.H.N.M. de Bekker (1912-1997)            | KVP                | burgemeester van Eemnes tot zijn pensioen |
| 16 oktober 1977 - 31 juli 1992      | A.Th. de Leeuw-Mertens (1927-2003)          | PvdA               | burgemeester van Eemnes tot haar pensioen |
| 17 augustus 1992 - 16 januari 1999  | L.A. Snoeck-Schuller (1941)                 | VVD                | burgemeester van Eemnes, waarna zij burgemeester van Bloemendaal (1999 - 2005) wordt |
| januari 1999 - september 1999       | B.S. Wilpstra (1946)                        | D66                | waarnemend burgemeester van Eemnes |
| 16 september 1999 - 1 oktober 2004  | J.G. Bijl (1958)                            | D66                | burgemeester van Eemnes |
| 2004 - 2005                         | H.A. Smith (1941)                           | CDA                | waarnemend burgemeester van Eemnes |
| 1 september 2005 - heden            | R. van Benthem (1968)                       | VVD                | burgemeester van Eemnes |